# Trachyptena
Trachyptena is een geslacht van vlinders van de familie slakrupsvlinders (Limacodidae).

## Soorten
- T. agbaja (Bethune-Baker, 1915)
- T. holobrunnea (Janse, 1964)
- T. magna Hering, 1933
- T. nigromaculata Hering, 1928
- T. rufa Bethune-Baker, 1911
- T. spinosata Fletcher D. S., 1968